# Nocturne (2020)
Nocturne (no Brasil: Noturno) é um filme americano de drama e terror sobrenatural escrito e dirigido por Zu Quirke. O filme é estrelado por Sydney Sweeney, Madison Iseman, Jacques Colimon e Ivan Shaw. Jason Blum atua como produtor através de sua produtora Blumhouse Television. Foi lançado em 13 de outubro de 2020, pela Amazon Studios.

## Sinopse
Quando crianças, as irmãs gêmeas, Juliet e Vivian adoravam tocar piano. Quando chega o momento de se formarem no ensino médio, e conforme o desempenho final do ano acena, as conquistas de Vivian têm ofuscado todas as esperanças e aspirações de Juliet.
Para Juliet, viver como substituta da irmã significou ver sua dedicação passar despercebida, enquanto Vivian flerta com a adulação de seus tutores, coortes e conquistas sexuais.
Com sua autoconfiança despencando, Juliet encontra o diário de um colega de classe recentemente falecido. Essa descoberta desencadeia uma cadeia de eventos que aparentemente começa a balançar o pêndulo em sua direção.

## Elenco
- Sydney Sweeney como Juliet
- Madison Iseman como Vivian
- Jacques Colimon como Max
- Ivan Shaw como Henry Cask
- Julie Benz como Cassie
- Brandon Keener como David
- JoNell Kennedy como Chefe do Departamento de Música

## Produção
Em setembro de 2019, foi anunciado que Sydney Sweeney, Madison Iseman, Jacques Colimon e Ivan Shaw iriam estrelar o filme, com Zu Quirke escrevendo e dirigindo em sua estreia como diretora. Jason Blum serviu como produtor através de sua produtora Blumhouse Television, com distribuição Amazon Studios. As gravações começaram no mesmo mês.
Em outubro de 2020, o resto do elenco foi anunciado, incluindo Julie Benz, Brandon Keener, JoNell Kennedy e outros.

## Recepção
No agregador de resenhas Rotten Tomatoes, o filme tem uma classificação de aprovação de 59% com base em 34 resenhas, com uma classificação média de 6,3/10. O consenso dos críticos do site diz: "os temas instigantes do gênero se encontram em desacordo com os ingredientes do gênero, resultando em uma mistura suave que não é suficientemente polpuda." No Metacritic tem uma pontuação de média ponderada de 54 de 100, com base em nove críticas, indicando "revisões mistas ou médias".